# Marcial Barro García
Marcial Barro García (n. 1879) fue un militar español, que alcanzó el rango de general.

## Biografía
Nacido el 6 de enero de 1879, ingresó en la Academia de Infantería de Toledo el 26 de agosto de 1895. En 1934 ascendió el rango de general de brigada.
Poco después de su ascenso al generalato fue nombrado comandante de la 13.ª Brigada de Infantería, con sede en Valladolid. En julio de 1936 seguía al frente de esta unidad. Implicado en la conspiración, cuando se produjo el golpe de Estado de julio de 1936 se unió a la sublevación. En septiembre de 1936 asumió el cargo de Inspector general de la Guardia Civil, de forma interina. En este periodo dirigió y reorganizó los restos de la Guardia Civil en la zona zona sublevada. Ejerció el cargo hasta su cese el 12 de marzo de 1937, siendo sustituido por el general Ricardo Serrador Santés. En esa fecha también cesaría como comandante de la 13.ª Brigada de Infantería.
En junio de 1937 fue nombrado gobernador militar de Valladolid, cargo al que unos meses después se sumaría el de jefe de la VII Región Militar. Retuvo ambos cargos hasta poco después del final de la Guerra civil, cesando en 1939. En 1941 pasó a la situación de reserva.

## Condecoraciones
- Gran Cruz de la Orden de San Hermenegildo[14]